# Nőrincse
Nőrincse (románul: Nevrincea) Bethlenháza községhez tartozó erdélyi falu Temes megyében.

## Fekvése
Lugostól északra, Klicsó nyugati szomszédjában fekvő település.

## Története
Első írásos említése 1371-ből származik, amikor a települést „Neurinche” néven említik. A következő írásos említése 1480. évi.
A mohácsi csata után a falu területe Temes vármegye keretében a Szapolyaiakhoz tartozott, de 1545 után török kézre került.
A törököktől a Felső-Bega völgyét a Habsburgok az 1700-as évek elején visszaszerezték, de főleg német telepesekkel népesítették be újra (Mercy-terv). Így a magyar etnikum itt Mohács után soha nem tudott megerősödni.
1910-ben 839 lakosából 476 magyar, 11 német, 352 román volt. Ebből 470 római katolikus, 345 görögkatolikus, 9 görögkeleti ortodox volt.
A 20. század elején Krassó-Szörény vármegye Bégai járásához tartozott.
A Trianon utáni román földreform során elkobozták azokat a birtokokat, amelyeket a falusi magyarok előzőleg kemény munkával szerzett pénzen megvásároltak. A magyar gazdáknak húsz évbe tellett, hogy  visszavásárolják birtokaikat a román államtól és ismét a vidék legjobb gazdái lettek. Az újabb törést az 1945 utáni erőszakos kollektivizálás jelentette, amelynek során a tehetősebb magyar gazdákat kuláknak nyilvánították, és elhurcolták a Duna–Fekete-tenger csatornához. Másodszor is kisajátították a sok áldozat árán visszaszerzett birtokokat, és ezzel örökre elvették a telepes magyarok kedvét a gazdálkodástól, akik tömegesen hagyták el falvaikat.
Jelenleg a kisfalu, mint évtizedekkel korábban, célpontjává vált a hittérítőknek. Az egyesült államokbeli Kentucky államban székelő Mission Connect, amely bibliaiskolákat működtet több országban, a faluban egy 6 000 dolláros telken szeretne templomot építeni. A gyűjtés jelenleg is folyik. Archiválva 2007. november 5-i dátummal a Wayback Machine-ben

## Lakosságszám, felekezetek szerint
| Év   | Összesen | Ortodox | Görögkatolikus | Római katolikus | Református | evangélikus | Izraelita | Baptista | Pünkösdista | Egyéb |
| ---- | -------- | ------- | -------------- | --------------- | ---------- | ----------- | --------- | -------- | ----------- | ----- |
| 1869 | 624      | 576     | 1              | 34              | 2          | 1           | 10        | -        | -           | -     |
| 1880 | 496      | 476     | -              | 9               | -          | 1           | 10        | -        | -           | -     |
| 1890 | 643      | 602     | 2              | 32              | -          | -           | 7         | -        | -           | -     |
| 1900 | 757      | 726     | 1              | 24              | -          | -           | 6         | -        | -           | -     |
| 1910 | 784      | 753     | -              | 23              | 1          | -           | 7         | -        | -           | -     |
| 1930 | 759      | 735     | 2              | 16              | 1          | -           | 5         | -        | -           | -     |
| 1992 | 205      | 141     | -              | 50              | 2          | -           | -         | 2        | 6           | 12    |
| 2002 | 239      | 221     | -              | 18              | -          | -           | -         | -        | -           | -     |

(Forrás: Varga E. Árpád: Temes megye településeinek felekezeti adatai (1869-1992) Archiválva 2007. június 10-i dátummal a Wayback Machine-ben)

## Látnivalók
- „Szűzanya Születése” (Nașterea Maicii Domnului) ortodox templom (1834)
- Római-katolikus templom (újjáépítve 1911-ben).

A falu ünnepe, a búcsú, szeptember 8-án van.

## Külső hivatkozások

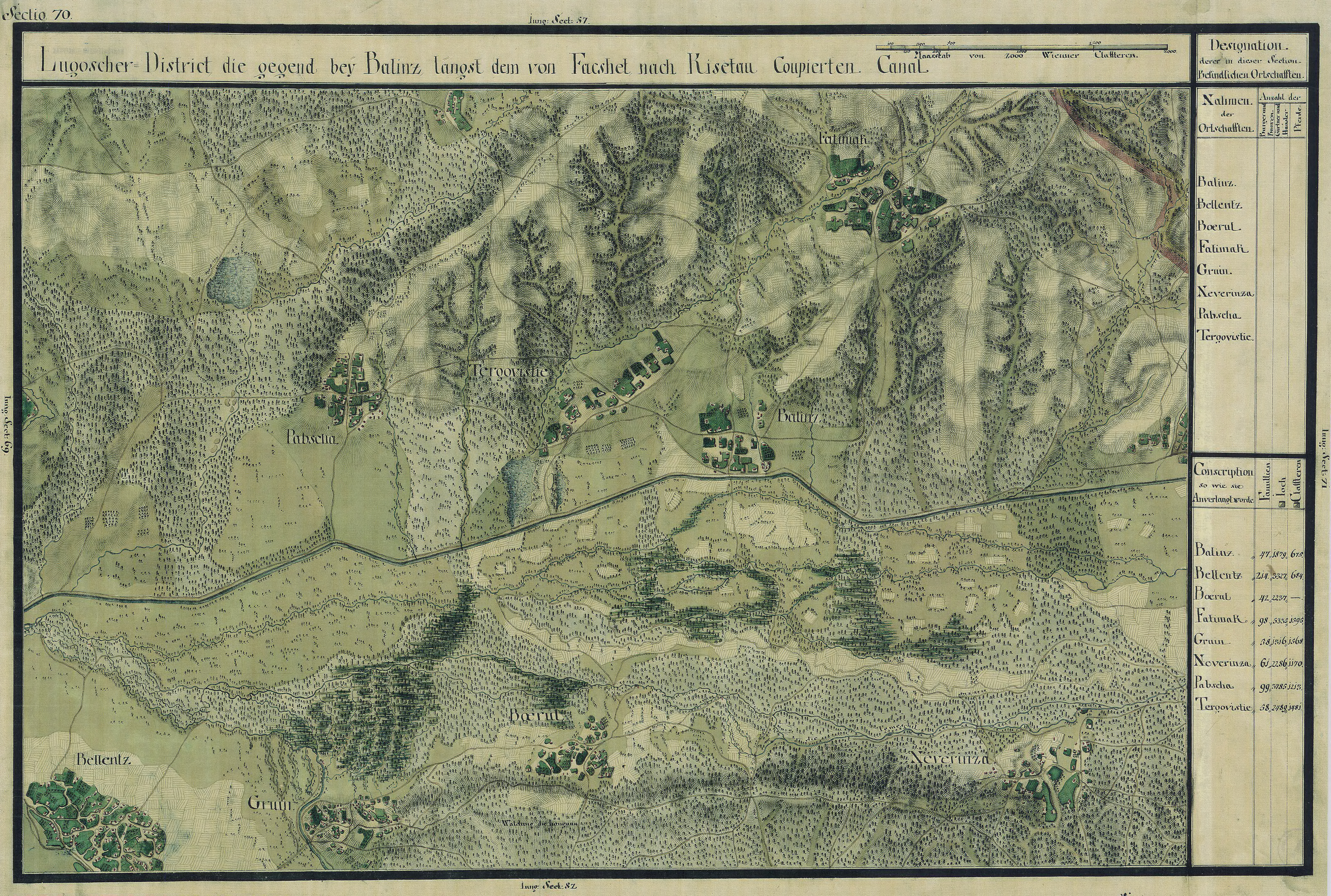
Nőrincse egy régi fényképen

- A község nem hivatalos honlapja (románul)
- Nagy-Románia Socec évkönyve, 1924-1925, fotókópia az USA Kongresszusi Könyvtárában
- Varga E. Árpád: Temes megye településeinek etnikai (anyanyelvi/nemzetiségi) megoszlása százalék szerint, 1869-2002 Archiválva 2008. december 9-i dátummal a Wayback Machine-ben
- Nőrincse a Google műholdas térképén
- Fogy a magyar Nőrincsén